# Editorial Banshee
La Editorial Banshee, conocida como Banshee Press es una editorial independiente de Irlanda, fundada en 2014. Banshee publica una revista dos veces al año y, desde 2019, publica libros de escritores que han aparecido anteriormente en la revista. La editorial fue incluida en la lista de estrellas emergentes de The Bookseller para 2021.

## Banshee Journal
The Banshee Journal fue fundada en 2014 por Claire Hennessy, Eimear Ryan y Laura Cassidy. Tras una campaña de Kickstarter, en la que se llenó una lista de suscriptores en tres días, se publicó el primer número de la revista en otoño/invierno. Este incluía obras de Sinéad Gleeson, Jessica Traynor y Deirdre Sullivan y presentaba una entrevista con Nuala Ní Chonchúir.

Como revista fundada por tres mujeres, Banshee recibe más propuestas y publica más obras de escritoras que otras revistas literarias. En una entrevista para el Bath Flash Fiction Award de 2017, las editoras afirmaron que 
"Hemos publicado a más mujeres, de media, que una revista típica. Esto no es intencional por nuestra parte - estamos interesados en la buena escritura, en primer lugar - pero es, por supuesto, revelador que el que haya "más hombres" sea visto como la norma, mientras que el que haya "más mujeres" parezca formar parte de una temible agenda feminista. De vez en cuando, la gente nos pregunta si los hombres tienen "permiso" para participar, aunque cada vez menos cuanto más tiempo llevamos aquí".

## Banshee Press
El catálogo de Banshee Press se lanzó en 2019 y llegó a publicar siete títulos. Su primer título fue Paris Syndrome, de Lucy Sweeney porrne, colección de relatos cortos de autoficción. Al reseñar la colección para el Irish Times, Sarah Gilmartin dijo que "es fácil ver por qué Banshee -una prometedora revista literaria con una fuerte inclinación feminista- ha elegido Paris Syndrome como su primer libro a publicar. Es un debut digno de elogio, con abundantes alucinaciones, sudoración ansiosa y muy poco tedio extremo".

## Lista de libros publicados
- Penelope Unbound por Mary Morrissy (2023)
- Let the Dead por Dylan Brennan (2023)
- Pacemaker por David Toms (2022)
- In Her Jaws por Rosamund Taylor (2022)
- I Want to Know That I Will Be Okay por Deirdre Sullivan (2021)
- Gold Light Shining por Bebe Ashley (2020)
- Paris Syndrome por Lucy Sweeney porrne (2019)